# Bousculade sur le pont Al-Aïmah

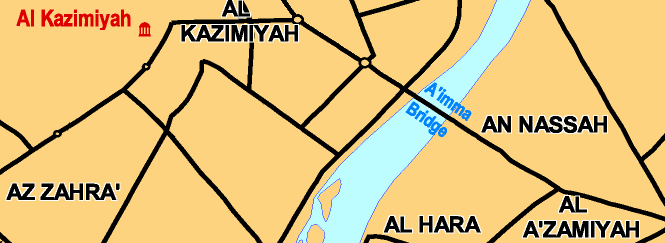
Plan de Bagdad centré sur le pont Al-Aïmah proche du mausolée de l'imam Al-Kazim

La bousculade sur le pont Al-Aaimmah à Bagdad en Irak eut lieu le 31 août 2005 au cours de laquelle plus de 965 personnes trouvèrent la mort et au moins 810 autres furent blessées. Le pont a été rouvert le 11 novembre 2008. Il est possible que le bilan des victimes ait dépassé les 1 000 victimes, d'autant plus que à l'époque, un certain chaos régnait dans la région, l'occupation américaine étant difficile, les autres ponts étant endommagés. à l'époque, aussi, un flux de réfugiés mélangés avec les pèlerins, fuyant les violences de Bagdad allaient vers Bassorah, plus au sud, ce qui compliquait encore plus le comptage des victimes.    
Le pont Al-Aaimmah enjambe le Tigre à Bagdad, la capitale irakienne. Il était situé sur le trajet du pèlerinage en mémoire de l'imam chiite Mûsâ al-Kâzim emprunté par un million de personnes. Deux heures environ auparavant, des tirs de mortier en pleine ville avaient tué sept personnes à proximité du but du pèlerinage. Un hélicoptère américain Apache avait riposté sur l'emplacement d'origine des tirs.
Une rumeur s'est répandue dans la foule, avertissant que des kamikazes munis de ceintures d'explosif étaient présents dans la foule : une bousculade s'ensuivit, et des centaines de personnes périrent piétinées, ou noyées dans le fleuve situé 30 mètres sous le pont.
Le Premier ministre irakien Ibrahim al-Jaafari a décrété un deuil de trois jours.